# Thierville-sur-Meuse
Thierville-sur-Meuse és un municipi francès situat al departament del Mosa i a la regió del Gran Est. L'any 2007 tenia 3.149 habitants.

## Demografia

### Població
El 2007 la població de fet de Thierville-sur-Meuse era de 3.149 persones. Hi havia 1.059 famílies, de les quals 270 eren unipersonals (109 homes vivint sols i 161 dones vivint soles), 354 parelles sense fills, 334 parelles amb fills i 101 famílies monoparentals amb fills.
La població ha evolucionat segons el següent gràfic:
Habitants censats

### Habitatges
El 2007 hi havia 1.132 habitatges, 1.077 eren l'habitatge principal de la família, 2 eren segones residències i 53 estaven desocupats. 937 eren cases i 193 eren apartaments. Dels 1.077 habitatges principals, 752 estaven ocupats pels seus propietaris, 311 estaven llogats i ocupats pels llogaters i 14 estaven cedits a títol gratuït; 14 tenien una cambra, 51 en tenien dues, 138 en tenien tres, 301 en tenien quatre i 573 en tenien cinc o més. 763 habitatges disposaven pel capbaix d'una plaça de pàrquing. A 553 habitatges hi havia un automòbil i a 427 n'hi havia dos o més.

### Piràmide de població
La piràmide de població per edats i sexe el 2009 era:
| Homes | Edats   | Dones |
| ----- | ------- | ----- |
| 4     | 95 o +  | 0     |
| 0     | 90 a 94 | 8     |
| 16    | 85 a 89 | 20    |
| 12    | 80 a 84 | 24    |
| 40    | 75 a 79 | 68    |
| 16    | 70 a 74 | 48    |
| 52    | 65 a 69 | 52    |
| 56    | 60 a 64 | 48    |
| 52    | 55 a 59 | 52    |
| 104   | 50 a 54 | 84    |
| 136   | 45 a 49 | 144   |
| 96    | 40 a 44 | 104   |
| 112   | 35 a 39 | 100   |
| 100   | 30 a 34 | 96    |
| 112   | 25 a 29 | 80    |
| 80    | 20 a 24 | 84    |
| 100   | 15 a 19 | 108   |
| 108   | 10 a 14 | 124   |
| 116   | 5 a 9   | 76    |
| 72    | 0 a 4   | 44    |

## Economia
El 2007 la població en edat de treballar era de 2.244 persones, 1.767 eren actives i 477 eren inactives. De les 1.767 persones actives 1.675 estaven ocupades (1.116 homes i 559 dones) i 92 estaven aturades (38 homes i 54 dones). De les 477 persones inactives 185 estaven jubilades, 146 estaven estudiant i 146 estaven classificades com a «altres inactius».

### Ingressos
El 2009 a Thierville-sur-Meuse hi havia 1.039 unitats fiscals que integraven 2.526 persones, la mediana anual d'ingressos fiscals per persona era de 17.614 €.

### Activitats econòmiques
Dels 113 establiments que hi havia el 2007, 1 era d'una empresa extractiva, 4 d'empreses alimentàries, 1 d'una empresa de fabricació de material elèctric, 5 d'empreses de fabricació d'altres productes industrials, 25 d'empreses de construcció, 20 d'empreses de comerç i reparació d'automòbils, 9 d'empreses de transport, 5 d'empreses d'hostatgeria i restauració, 1 d'una empresa d'informació i comunicació, 10 d'empreses financeres, 8 d'empreses immobiliàries, 10 d'empreses de serveis, 8 d'entitats de l'administració pública i 6 d'empreses classificades com a «altres activitats de serveis».
Dels 33 establiments de servei als particulars que hi havia el 2009, 1 era una oficina de correu, 3 tallers de reparació d'automòbils i de material agrícola, 1 autoescola, 3 paletes, 3 guixaires pintors, 4 fusteries, 3 lampisteries, 3 electricistes, 2 empreses de construcció, 4 perruqueries, 2 restaurants, 3 agències immobiliàries i 1 saló de bellesa.
Dels 8 establiments comercials que hi havia el 2009, 3 eren botiges de menys de 120 m², 3 fleques, 1 una carnisseria i 1 una botiga d'electrodomèstics.
L'any 2000 a Thierville-sur-Meuse hi havia 5 explotacions agrícoles.

## Equipaments sanitaris i escolars
L'únic equipament sanitari que hi havia el 2009 era una farmàcia.
El 2009 hi havia 2 escoles maternals i 2 escoles elementals. Thierville-sur-Meuse disposava d'un col·legi d'educació secundària amb 473 alumnes.

## Poblacions més properes
El següent diagrama mostra les poblacions més properes.